# Глен Сент Мери (Флорида)
Глен Сент Мери (енгл. Glen St. Mary) град је у америчкој савезној држави Флорида. По попису становништва из 2010. у њему је живело 437 становника.

## Демографија
Према попису становништва из 2010. у граду је живело 437 становника, што је 36 (7,6%) становника мање него 2000. године.
| Група             | 2000.       | 2010.       |
| Белци             | 454 (96,0%) | 407 (93,1%) |
| Афроамериканци    | 3 (0,6%)    | 11 (2,5%)   |
| Азијати           | 3 (0,6%)    | 3 (0,7%)    |
| Хиспаноамериканци | 9 (1,9%)    | 8 (1,8%)    |
| Укупно            | 473         | 437         |